# Michel Stollsteiner
Michel Paul François Stollsteiner est un officier général français, né à Soissons (dans l'Aisne) le 26 janvier 1956. 
Il fut l'un des cinq commandants régionaux de l'OTAN en Afghanistan et le plus haut gradé des forces françaises en Afghanistan entre le 6 août 2008 et le 10 juillet 2009. 
Il est désormais Senior Defense Advisor du "Geneva Center for the Democratic Control of Armed Forces" (DCAF).

## Diplômes
- Major de l'École spéciale militaire de Saint-Cyr (Promotion Capitaine de Cathelineau 1976-1978)[1]
- Breveté de l'École de Guerre
- Ancien chef de corps du 8e RPIMa (où il a servi comme lieutenant et chef du BOI)

## Carrière militaire
Entré dans l'armée de terre française en 1975, il a effectué de nombreuses missions au cours de sa carrière en Afrique (ex-Zaïre, Centrafrique, Tchad, Côte d'Ivoire) dans les Balkans (Sarajevo, Mitrovica), et en Afghanistan.
Du 6 aout 2008 au 10 juillet 2009, il fut l'un des 5 commandants régionaux de l'OTAN en Afghanistan. Il commanda la région de Commandement - Capitale, basé à Camp Warehouse, sous les ordres des généraux américains David D. McKiernan puis Stanley A. McChrystal. 
Il était de plus REPFRANCE, c'est-à-dire, représentant du chef d'État-Major des armées sur le théâtre afghan.
L'embuscade de Surobi, le 18 août 2008, a lieu dans sa zone de commandement.

## Vie familiale
Il est marié et a quatre fils.

## Décorations
Commandeur de la Légion d'honneur (décret du 4 juillet 2014)
 Commandeur de l'ordre national du Mérite (décret du 4 novembre 2011)
 Croix de la Valeur militaire (une citation à l'ordre du corps d'armée, deux citations à l'ordre du régiment)
 Croix du combattant
 Médaille d'Outre-Mer
 Médaille de la Défense nationale, échelon bronze (agrafe Troupes de marine)